# Кальмон (Аверон)
Кальмо́н (фр. Calmont, окс. Caumont) — коммуна во Франции, находится в регионе Окситания. Департамент — Аверон. Входит в состав кантона Кассань-Бегоне. Округ коммуны — Родез.
Код INSEE коммуны — 12043.
Коммуна расположена приблизительно в 520 км к югу от Парижа, в 115 км северо-восточнее Тулузы, в 13 км к югу от Родеза.

## Население
Население коммуны на 2008 год составляло 1942 человека.
| 1962 | 1968 | 1975 | 1982 | 1990 | 1999 | 2008 |
| ---- | ---- | ---- | ---- | ---- | ---- | ---- |
| 1101 | 1163 | 1116 | 1224 | 1437 | 1582 | 1942 |

## Экономика
В 2007 году среди 1154 человек в трудоспособном возрасте (15—64 лет) 902 были экономически активными, 252 — неактивными (показатель активности — 78,2 %, в 1999 году было 75,8 %). Из 902 активных работали 874 человека (453 мужчины и 421 женщина), безработных было 28 (15 мужчин и 13 женщин). Среди 252 неактивных 82 человека были учениками или студентами, 109 — пенсионерами, 61 были неактивными по другим причинам.

## Достопримечательности
- Придорожный крест (XVI век). Памятник истории с 1910 года[3]
- Ораторий Сеньяк (XVII век). Памятник истории с 1977 года[4]
- Зал (XVI век). Памятник истории с 1937 года[5]
- Собор Нотр-Дам-де-Сеньяк
- Замок Кальмон-де-Планкатж